# Leśnica (Brenna)
Leśnica – część wsi Brenna w Polsce, położona w województwie śląskim, w powiecie cieszyńskim, w gminie Brenna.
W latach 1975–1998 Leśnica położona była w województwie bielskim.
Leśnica położona jest w dolinie potoku o tej samej nazwie oraz na okolicznych stokach, Starego Gronia, Orłowej i Świniorki. Przy wlocie do doliny znajduje się Ośrodek Zdrowia oraz stacja benzynowa, natomiast na stokach Świniorki położone są wyciągi narciarskie. Siedzibę ma tam jedna z parafii Brennej, św. Jana Nepomucena oraz OSP Brenna Leśnica.